# Beas de Segura (kommunhuvudort)
Beas de Segura är en kommunhuvudort i Spanien.   Den ligger i provinsen Provincia de Jaén och regionen Andalusien, i den centrala delen av landet, 250 km söder om huvudstaden Madrid. Beas de Segura ligger 586 meter över havet och antalet invånare är 5 251.
Terrängen runt Beas de Segura är kuperad.Runt Beas de Segura är det ganska glesbefolkat, med 25 invånare per kvadratkilometer. Närmaste större samhälle är Campiña, 8,8 km väster om Beas de Segura. Omgivningarna runt Beas de Segura är i huvudsak ett öppet busklandskap.